# Pierre-Charles Fournier de Saint-Amant

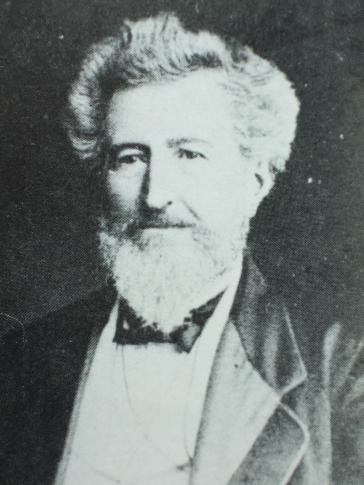
Pierre St. Amant

Pierre Charles Fournier de St. Amant (12 de septiembre de 1800 - 29 de octubre de 1872) fue un maestro de ajedrez francés, editor de Le Palamede y un representante de Francia en asuntos ajedrecísticos internacionales.
Después de la muerte de Louis-Charles Mahé de La Bourdonnais en 1840, St. Amant tenía la reputación de ser el mejor ajedrecista de Francia, pero no era ni de cerca tan fuerte como su predecesor La Bourdonnais. Su primer trabajo fue el secretario del gobernador de la Guayana Francesa, hasta que protestó contra el tráfico de esclavos. Después de ello, intentó ser actor, y entonces se convirtió en un exitoso mercader de vino y fue capitán de la Guardia Nacional durante la Revolución de 1848. En 1851, se convirtió en cónsul de California ocho años después de que el inglés Howard Staunton le derrotara. Jugó dos matches contra Howard Staunton en 1843. El primero, en Londres, ganó 3.5-2.5, pero en el match de revancha justo antes de Navidad en París, perdió 13-8. Este segundo partido es considerado por algunos como un match oficioso por el Campeonado del Mundo.
St. Amant estaba en París en 1858 cuando Paul Morphy hizo su primera visita. El francés admitió abiertamente que él no tenía la clase de Morphy como ajedrecista y estuvo presente en un banquete en honor del joven ajedrecista estadounidense. Jugó unas cuantas partidas en privado. Solo se conoce el resultado de una partida, una victoria de Morphy.
En 1861 St. Amant se mudó a Argelia para pasar sus años de jubilación. Murió allí en 1872 después de un accidente.